# Rosenspitz
Rosenspitz är en bergstopp i Österrike.   Den ligger i distriktet Lienz och förbundslandet Tyrolen, i den centrala delen av landet, 300 km väster om huvudstaden Wien. Toppen på Rosenspitz är 2 654 meter över havet.
Terrängen runt Rosenspitz är huvudsakligen bergig, men den allra närmaste omgivningen är kuperad. Runt Rosenspitz är det ganska glesbefolkat, med 26 invånare per kvadratkilometer.. 
Trakten runt Rosenspitz består i huvudsak av gräsmarker.